# 相対論的星
相対論的星（そうたいろんてきせい、英: Relativistic star）は、古典力学によってではなく一般相対性理論によってその振る舞いが記述される天体。実態は回転する中性子星である。

## 概要
主系列星の大質量の核が電子-陽電子の対生成が起こるほどの高温の場合には、相対論的星を特殊相対性理論 的にガスの状態方程式を用いて定義することもできる。コンピューターによる安全性解析によれば、このような天体は不安定であり、対不安定型超新星となるか、もしくは崩壊を起こす。この不安定性は主系列星の質量の上限（数百太陽質量程度）を与えていると考えられている。これ以上の大質量の星は直接中間質量ブラックホールもしくは超大質量ブラックホールへと崩壊する。　